# Kosančić (Wojwodina)
Kosančić (cyr. Косанчић) – wieś w Serbii, w Wojwodinie, w okręgu południowobackim, w gminie Vrbas. W 2011 roku liczyła 101 mieszkańców.